# Aphanogmus strobilorum
Aphanogmus strobilorum är en stekelart som beskrevs av Bakke 1953. Aphanogmus strobilorum ingår i släktet Aphanogmus och familjen pysslingsteklar. Inga underarter finns listade i Catalogue of Life.